# Andricophiloscia pedisetosa
Andricophiloscia pedisetosa is een pissebed uit de familie Philosciidae. De wetenschappelijke naam van de soort is voor het eerst geldig gepubliceerd in 2001 door Taiti & Humphreys.